# Euchroit
Euchroit je vzácný minerál ze skupiny fosfátů, arzenátů a vanadátů, složením přesně arsenát, bohatý na měď. Pojmenován byl roku 1823 geologem Augustem Breithauptem podle řeckého slova "euchroie" což znamená v překladu "krásné barvy". Jeho typovou lokalitou je Ľubietová na Slovensku, kde byl objeven a také popsán.

## Vznik
Jedná se o sekundární minerál mědi a arsenu, který vzniká rozkladem tetraedritu a chalkopyritu za přítomnosti arsenu. Je tedy vázaný na mědí bohatou hydrotermální mineralizaci.

## Vlastnosti
- Fyzikální vlastnosti: Tvrdost 3,5, křehký, hustota 3,42 g/cm³ průměrná, štěpnost špatná až nezřetelná podle {101} a {110}, lom je nerovný.
- Optické vlastnosti: Barvu má velmi sytě zelenou až černozelenou. Vryp je zelený s modrým nádechem, lesk skelný. Je průhledný i průsvitný minerál.
- Chemické vlastnosti: Složení: Cu 37,71 %, As 22,23 %, O 37,97 %, H 2,09 %. Při kontaktu s kyselinami se rozpouští.

## Výskyt
- Ľubietová a Poniky,  Slovensko
- Zapachitsa, Ismerez, Bulharsko
- Cramer Creek ložisko Cu, Montana, USA

## Parageneze
Minerály v asociaci s euchroitem můžeme rozdělit do dvou typových skupin, a to skupina 1, jenž odpovídá Slovenským lokalitám, zde se vyskytuje pouze s olivenitem (pseudomorfóza euchroitu), a dále skupina 2 odvozená z ložiska Zapachitsa v Bulharsku s paragenezí strašimirit, olivenit, azurit a malachit.

## Využití
Jedná se o velmi vzácný a mezi sběrateli ceněný minerál. Nejvíce ceněné bývají většinou vzorky ze Slovenska.